# Leigh Donovan
Leigh Donovan (Orange, 11 dicembre 1971) è un'ex mountain biker statunitense, specialista del downhill e del dual slalom. Fu campionessa mondiale di downhill nel 1995.

## Carriera
Professionista dal 1993, nel 1995 a Kirchzarten vince il titolo mondiale di downhill. Si è ritirata dalle competizioni nel settembre 2001, dopo aver vinto quell'anno la coppa del mondo di dual slalom e aver concluso i mondiali di downhill al terzo posto.
È rientrata alle competizioni nel 2003 e nel 2004 alla Sea Otter Classic, e poi ai Mondiali 2010, classificandosi ottava all'età di 39 anni.

## Palmarès
- 1995

Campionati del mondo, Downhill (Kirchzarten)
- 1996

3ª prova Coppa del mondo, Downhill (Mont-Sainte-Anne)
- 1997

5ª prova Coppa del mondo, Downhill (Harrisonburg)
- 2000

3ª prova Coppa del mondo, Downhill (Maribor)
- 2001

3ª prova Coppa del mondo, Dual slalom (Grouse Mountain)
4ª prova Coppa del mondo, Dual slalom (Durango)
5ª prova Coppa del mondo, Dual slalom (Arai)
7ª prova Coppa del mondo, Dual slalom (Mont-Sainte-Anne)
Classifica finale Coppa del mondo, Dual slalom

## Piazzamenti

### Competizioni mondiali
- Campionati del mondo

Métabief 1993 - Downhill: 4º
Kirchzarten 1995 - Downhill: vincitrice
Cairns 1996 - Downhill: 2º
Château-d'Œx 1997 - Downhill: 8º
Mont-Sainte-Anne 1998 - Downhill: 5º
Åre 1999 - Downhill: 4º
Vail 2001 - Downhill: 3º
Vail 2001 - Dual slalom: 4º
Mont-Sainte-Anne 2010 - Downhill: 8º
- Coppa del mondo

Coppa del mondo 1996 - Downhill: 3º
Coppa del mondo 1997 - Downhill: 3º
Coppa del mondo 1998 - Downhill: 4º
Coppa del mondo 1999 - Downhill: 4º
Coppa del mondo 1999 - Dual slalom: 2º
Coppa del mondo 2000 - Downhill: 3º
Coppa del mondo 2000 - Dual slalom: 3º
Coppa del mondo 2001 - Downhill: 6º
Coppa del mondo 2001 - Dual slalom: vincitrice